# 馬來亞精器魚
馬來亞精器魚，為輻鰭魚綱銀漢魚目精器魚科的其中一種，分布於中西太平洋婆羅洲半鹹水及海域，體長可達2.7公分，為熱帶魚類，棲息在底層水域，生活習性不明。

## 擴展閱讀
維基物種上的相關：馬來亞精器魚